# Le Diable au couvent
Le Diable au couvent je francouzský němý film z roku 1899. Režisérem je Georges Méliès (1861–1938). Film trvá zhruba tři minuty. Do Spojeného království se dostal pod názvem The Sign of the Cross či The Devil in a Convent.
Jedná se o jeden z mnoha Mélièsových filmů s motivem ďábla, který se objevil například ve snímku La Danse du feu. Satirický pohled na katolickou církev prezentoval už o rok dříve ve snímku La Tentation de saint Antoine, přičemž v obou případech byl pravděpodobně ovlivněn Dreyfusovou aférou, ve které se postavil za Dreyfusovu nevinu, přičemž církev se stavěla na opačném názoru.

## Děj
Z křtitelnice se objeví ďábel, který se promění v kněze. Když přijdou na modlitbu jeptišky, kněz se během kázání změní zpět v ďábla, čímž jeptišky strachem odežene. Kostel změní v hříšné místo, do kterého si přivede své kumpány z podsvětí, se kterými si začne radovat. Zábavu jim překazí žena s bílým rouchem a křížem, kvůli které všichni kromě ďábla utečou. Ďábel se snaží bránit a poté utéct, ale obklíčí ho další tři ženy s bílým rouchem. Všechny zmizí, když přijde strážný. Ďábel ho přepere, ale vzápětí ho neúspěšně pronásleduje kněz. Do kostela přijdou další duchovní, ale ďábla vyžene až archanděl Michael. Nakonec i on v dýmu zmizí a duchovní se rozejdou.